# 제1차 오히라 내각
제1차 오히라 내각(일본어: 第1次大平内閣)은  오히라 마사요시가 제68대 내각총리대신으로 임명되어, 1978년 12월 7일부터 1979년 11월 9일까지 존재한 일본의 내각이다.

## 각료
- 내각총리대신 - 오히라 마사요시
- 법무대신 - 후루이 요시미
- 외무대신 - 소노다 스나오
- 대장대신 - 가네코 잇페이
- 문부대신 - 나이토 다카사부로
- 후생대신 - 하시모토 류타로
- 농림수산대신 - 와타나베 미치오
- 통상산업대신 - 에사키 마스미
- 운수대신 - 모리야마 긴지
- 우정대신 - 시라하마 니키치
- 노동대신 - 구리하라 유코
- 건설대신 - 도카이 모토사부로
- 자치대신, 국가공안위원회 위원장, 홋카이도 개발청 장관 - 시부야 나오조
- 내각관방장관 - 다나카 로쿠스케
- 총리부 총무장관, 오키나와 개발청 장관 - 미하라 아사오
- 행정관리청 장관 - 가나이 모토히코
- 방위청 장관 - 야마시타 간리
- 경제기획청 장관 - 고사카 도쿠사부로
- 과학기술청 장관 - 가네코 이와조
- 환경청 장관 - 우에무라 센이치로
- 국토청 장관 - 나카노 시로
  - 내각법제국 장관 - 사나다 히데오(1978년 12월 8일 ~ )
  - 내각관방부장관(정무) - 가토 고이치(1978년 12월 8일 ~ )
  - 내각관방부장관(사무) - 오키나 규지로(1978년 12월 12일 ~ )
  - 총리부 총무부장관(정무) - 스미 에이사쿠(1978년 12월 8일 ~ )
  - 총리부 총무부장관(사무) - 아키토미 기미마사(1978년 12월 8일 ~ )

## 정무 차관
1978년 12월 12일에 임명됐다.
- 법무 정무 차관 - 모가미 스스무
- 외무 정무 차관 - 시가 세쓰
- 대장 정무 차관 - 하야시 요시로·나카무라 다로
- 문부 정무 차관 - 고무라 사카히코
- 후생 정무 차관 - 야마사키 다쿠
- 농림 수산 정무 차관 - 가타오카 세이이치·미야타 데루
- 통상 산업 정무 차관 - 나카지마 겐타로·나카니시 이치로
- 운수 정무 차관 - 하야시 다이칸
- 우정 정무 차관 - 가메이 히사오키
- 노동 정무 차관 - 가와라 쓰토무
- 건설 정무 차관 – 와타나베 고조
- 자치 정무 차관 - 오이시 센파치
- 행정 관리 정무 차관 - 가스야 시게루
- 홋카이도 개발 정무 차관 - 사사키 만
- 방위 정무 차관 - 아리마 모토하루
- 경제 기획 정무 차관 - 노다 다케시
- 과학 기술 정무 차관 - 하뉴다 스스무
- 환경 정무 차관 – 산토 아키코
- 오키나와 개발 정무 차관 - 사카모토 지카오
- 국토 정무 차관 - 야스오카 오키하루

## 참고 문헌
- 하타 이쿠히코 편 《일본 관료제 종합 사전 : 1868 ~ 2000》(도쿄 대학 출판회, 2001년)